# 박진회
박진회(朴進會, 1957년 ~)는 한국씨티은행 은행장인 대한민국의 은행가, 금융인이다.

## 학력
- 경기고등학교 졸업
- 서울대학교 무역학과 졸업
- 시카고대학교 경영대학원 경영학 석사
- 런던 정치경제대학교 대학원 경제학 석사

## 경력
- 한국개발연구원
- 씨티은행 자금담당 본부장
- 삼성증권 운용사업부담당 상무
- 한미은행 부행장
- 한국씨티은행 수석부행장
- 한국씨티은행 은행장

## 참고 자료
- 박진회 네이버 인물검색